# UFC Fight Night: Gustafsson vs. Teixeira
UFC Fight Night: Gustafsson vs. Teixeira var en MMA-gala som arrangerades av Ultimate Fighting Championship och ägde rum 28 maj 2017 i Stockholm i Sverige.